# 刘淇生
刘淇生（1911年—2000年9月20日），男，江苏涟水人，中华人民共和国政治人物，曾任第二机械工业部副部长。